# 石川耕一郎
石川 耕一郎（いしかわ こういちろう、1933年11月17日 - ）は、日本の宗教学者（ユダヤ教）、昭和大学名誉教授。
東京出身。1957年東京大学文学部宗教学科卒。同大学院博士課程満期退学。米国ヒブル・ユニオン大学大学院博士課程修了、文学博士。イスラエル遺跡発掘調査に参加。石川工業高等専門学校建築学科助教授、昭和大学教養部助教授、教授、医学部教授。2004年定年退任、名誉教授。日本イスラエル文化研究会理事長。ユダヤ教の聖典『ミシュナ』を翻訳してきた。
2014年瑞宝中綬章受章。

## 翻訳
- アラン・ウンターマン『ユダヤ人 その信仰と生活』市川裕共訳 筑摩書房 1983
- 『ミシュナ I-1 (ベラホート)』エルサレム宗教文化研究所 エルサレム文庫 1985
- 『ミシュナ IV-9〜10 (アヴォート、ホラヨート)』エルサレム宗教文化研究所 エルサレム文庫 1985
- イガエル・ヤディン『ハツォール 聖書の語る巨大な城塞都市の再発見』山本書店 1986
- 『ミシュナ II-9〜12 (タアニート、メギラァ、モエード・カタン、ハギガァ)』エルサレム宗教文化研究所 エルサレム文庫 1986
- 『ミシュナ II-3 (ペサヒーム)』エルサレム宗教文化研究所 エルサレム文庫 1987
- 『ミシュナ 1 ゼライーム』三好迪共訳　教文館 ユダヤ古典叢書 2003
- 『ミシュナ 2 モエード』長窪専三共訳 教文館 ユダヤ古典叢書 2005

## 共著
- 『ひろさちやが聞くユダヤ教の聖典』鈴木出版 世界の聖典 1993

## 論文
- Cinii